# 九龍巴士87A線
九龍巴士87A線是香港的一條已停駛巴士路線，來往博康及旺角（柏景灣）。

## 歷史
- 1983年11月20日：本線投入服務，初期九龍區總站位於旺角（西）（即上海街及亞皆老街交界）。
- 1986年8月16日：本線延長至大角咀碼頭。
- 1992年8月9日：本線增派空調巴士行走。
- 1995年5月8日：本線九龍區總站遷往大角咀新填海區的臨時總站。
- 1999年3月初：九巴推出屬試驗性質的「八達通巴士轉乘優惠計劃」，用以取代87線（瀝源↔維港灣）。初時只供九巴職員參與，至同年5月10日，才推展至一般乘客。以八達通卡先後乘搭本線及88K線，在新翠邨巴士站轉乘另一路線，第二程車資為免費。同時本線成為沙田區第一條接受八達通繳費服務的非渡海對外路線。
- 1999年8月15日：本線九龍區總站遷往維港灣。
- 2000年5月1日：87線永久停駛，正式被轉乘優惠取代。
- 2000年7月9日：本線九龍區總站因應柏景灣巴士總站啟用而遷往。
- 2006年5月20日：本線提升至全線空調服務。
- 2014年8月23日：本線改組成287X線（博康←→佐敦道（循環線））。

## 服務時間及班次
| 博康開           | 博康開      | 博康開       | 旺角（柏景灣）開 | 旺角（柏景灣）開 | 旺角（柏景灣）開 |
| 日期             | 服務時間    | 班次（分鐘） | 日期             | 服務時間         | 班次（分鐘）     |
| ---------------- | ----------- | ------------ | ---------------- | ---------------- | ---------------- |
| 星期一至六       | 05:40-23:10 | 15-18        | 星期一至六       | 06:25-00:00      | 15-18            |
| 星期日及公眾假期 | 05:40-23:10 | 14-18        | 星期日及公眾假期 | 06:25-00:00      | 14-18            |

## 收費
全程：$6.8
- 過獅子山隧道後往博康：$5.8

| - 本線設有12歲以下小童及65歲或以上長者半價優惠。 - 65歲或以上香港居民使用「樂悠咭」，以及12歲以下合資格殘疾兒童使用「殘疾人士身份」個人八達通繳付車資，均可享有每程$2.0或半價（以較低者為準）的票價優惠；12至64歲合資格殘疾人士使用「殘疾人士身份」個人八達通（包括「樂悠咭」），以及60至64歲香港居民使用「樂悠咭」繳付車資，均可享有每程$2.0或全費（以較低者為準）的票價優惠。 - 65歲或以上長者如使用長者或一般個人八達通繳付車資，則只可享有半價優惠；12至64歲合資格殘疾人士如不使用「殘疾人士身份」個人八達通，以及60至64歲人士如不使用「樂悠咭」繳付車資，必須繳付全費。 - 乘客可以現金或八達通於上車時付款，不設找續。 - 每位成人乘客可免費攜帶最多兩名4歲以下而不佔座位的兒童乘客乘車，超額之4歲以下小童必須繳付小童車費乘車。 - 持有「九巴月票」之乘客在車票有效期內，每日可享最多10程任何九龍巴士及龍運巴士路線（包括本路線，以及聯營路線的九龍巴士／龍運巴士提供的班次；惟乘搭機場「A」及「NA」線則可享原價二七折優惠（不會計算每天10次合資格車程））；而B1線則每日可享最多各2程（不會計算每天10次合資格車程）。 - 九龍巴士、城巴、龍運巴士及陽光巴士全職員工及家屬（不包括外判職員）可免費乘搭本路線，惟必須拍職員或職員家屬八達通。 - 乘客亦可透過多元化電子支付系統（e度嘟）繳付車資，包括使用非接觸式VISA卡、JCB卡、萬事達卡、銀聯卡、美國運通、大來國際、Discover Card、Apple Pay、Google Pay、Samsung Pay、AlipayHK「易乘碼」、支付寶、WeChatHK／微信支付「搭車碼」、銀聯雲閃付「乘車碼」及BOC Pay「乘車碼」。乘客使用此付款方式，使用此支付方式的乘客可享有中途下車之分段收費，以及與其他九巴／龍運獨營路線或聯營線九巴／龍運班次之轉乘優惠，惟不適用於與非九巴／龍運路線之轉乘優惠，亦不能享有「公共交通費用補貼計劃」及「長者及合資格殘疾人士公共交通票價優惠計劃」。 |

### 八達通轉乘優惠
乘客登上本線後150分鐘內以同一張八達通卡轉乘以下路線，或從以下路線登車後150分鐘內以同一張八達通卡轉乘本線，次程可獲車資折扣優惠：
87A←→81K，次程可獲$4.2折扣優惠
- 87A往博康 → 81K任何方向
- 81K任何方向 → 87A往旺角

87A←→88K，次程車資全免
- 87A往博康 → 88K往駿景園
- 88K往顯徑 → 87A往旺角

- 87A←→任何九巴獅子山隧道路線（81S、過海隧道路線、馬場路線及通宵路線除外），次程可獲$4.2折扣優惠

## 使用車輛
本線被287X取代前使用1輛富豪奧林比安、2輛富豪超級奧林比安、4輛丹尼士三叉戟、2輛亞歷山大丹尼士Enviro 500及1輛富豪B9TL空調巴士，均屬沙田車廠。
本線雖然是沙田區其中一條最早加入空調巴士路線，但九巴一直沒有派超低地台巴士作指定用車，即使有車務調動也難以見到超低地台巴士。直至2011年11月30日才正式加入一輛超低地台巴士（ATR200/JN568）取代其中一輛非超低地台巴士（AV526/HU8225）。
2012年6月11日起，本線的兩輛富豪奧林比安11米雙層空調巴士（AV446／HT1808、AV531／HW225）被調走，由原182線的一輛丹尼士三叉戟12米雙層空調巴士（ATR244／JR9177）收車字軌及原170線的一輛富豪B9TL 12米雙層空調巴士（AVBE61／NA8906）取代。
此路線最後一天服務當日同時是九巴斯堪尼亞N113（AS）最後一日服役，由最後一輛退役的該款巴士（AS21，GW4537）行走當天晚上由博康開出之尾班車。至此，本線與AS雙雙完成其歷史任務，由287X接替博康至西九龍一帶的服務。

## 行車路線
博康 開經：逸泰街、水泉坳街、沙角街、沙田圍路、大涌橋路、車公廟路、紅梅谷路、獅子山隧道公路、獅子山隧道、龍翔道、南昌街、荔枝角道、上海街、亞皆老街、櫻桃街、大角咀道、未命名路、櫻桃街及海泓道。
旺角（柏景灣）開經：海泓道、櫻桃街、海景街、奧運站公共運輸交匯處、深旺道、櫻桃街、大角咀道、未命名路、櫻桃街、亞皆老街、新填地街、旺角道、彌敦道、荔枝角道、太子道西、大南街、柏樹街、汝州街、黃竹街、大埔道、元州街、南昌街、龍翔道、獅子山隧道、獅子山隧道公路、紅梅谷路、車公廟路、大涌橋路、沙角街、乙明邨街、沙角街及逸泰街。

### 沿線車站

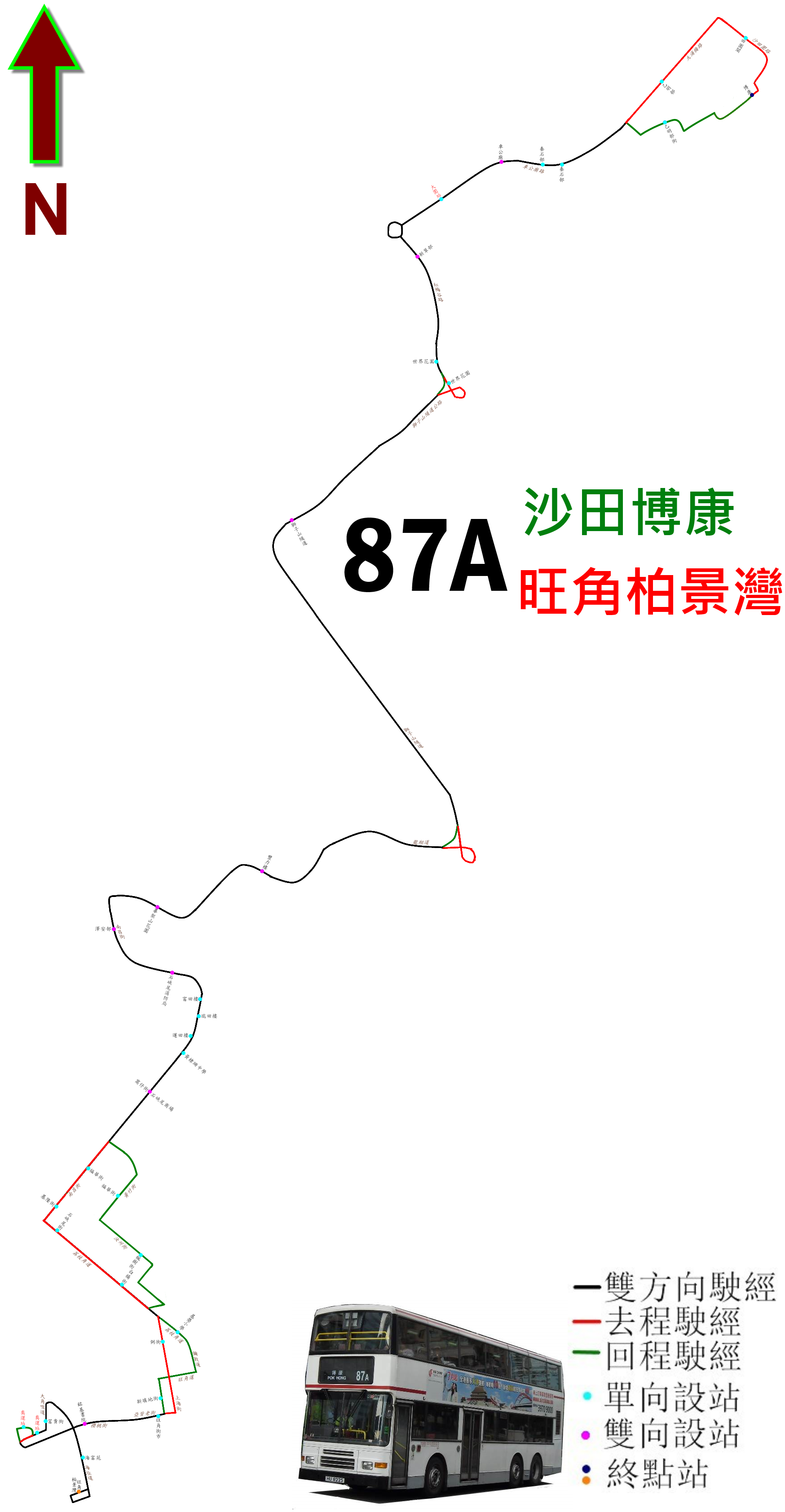
87A線的走線圖

| 博康開 | 博康開                 | 博康開                       | 旺角（柏景灣）開 | 旺角（柏景灣）開       | 旺角（柏景灣）開             |
| 序號   | 車站名稱               | 位置                         | 序號             | 車站名稱               | 位置                         |
| ------ | ---------------------- | ---------------------------- | ---------------- | ---------------------- | ---------------------------- |
| 1      | 博康巴士總站           | 博康巴士總站                 | 1                | 旺角（柏景灣）巴士總站 | 旺角（柏景灣）公共運輸交匯處 |
| 2      | 田園閣                 | 沙田圍路                     | 2                | 奧運鐵路站             | 奧運站公共運輸交匯處         |
| 3      | 乙明邨                 | 大涌橋路                     | 3                | 富貴街                 | 大角咀道                     |
| 4      | 秦石邨                 | 車公廟路                     | 4                | 銘基書院               | 櫻桃街                       |
| 5      | 車公廟                 | 車公廟路                     | 5                | 新填地街               | 新填地街                     |
| 6      | 新翠邨                 |                              | 6                | 基榮小學               | 荔枝角道                     |
| 7      | 世界花園               | 7                            | 楓樹街           | 汝州街                 |                              |
| 8      | 獅子山隧道             | 獅子山隧道公路               | 8                | 福華街                 | 黃竹街                       |
| 9      | 豐力樓                 | 龍翔道                       | 9                | 窩仔街                 | 南昌街                       |
| 10     | 畢架山花園             | 龍翔道                       | 10               | 白田邨瑞田樓           | 南昌街                       |
| 11     | 澤安邨                 | 南昌街                       | 11               | 白田邨富田樓           | 南昌街                       |
| 12     | 石硤尾消防局           | 南昌街                       | 12               | 石硤尾消防局           | 南昌街                       |
| 13     | 白田邨瑞田樓           | 南昌街                       | 13               | 澤安邨                 | 南昌街                       |
| 14     | 黃棣珊紀念中學         | 南昌街                       | 14               | 畢架山花園             | 龍翔道                       |
| 15     | 石硤尾商場             | 南昌街                       | 15               | 豐力樓                 | 龍翔道                       |
| 16     | 福華街                 | 南昌街                       | 16               | 獅子山隧道             | 獅子山隧道公路               |
| 17     | 基隆街                 | 南昌街                       | 17               | 世界花園               | 紅梅路                       |
| 18     | 石硤尾街               | 荔枝角道                     | 18               | 新翠邨                 | 紅梅路                       |
| 19     | 白楊街                 | 荔枝角道                     | 19               | 大圍鐵路站             | 車公廟路                     |
| 20     | 弼街                   | 上海街                       | 20               | 車公廟                 | 車公廟路                     |
| 21     | 旺角街市               | 亞皆老街                     | 21               | 秦石邨                 | 車公廟路                     |
| 22     | 銘基書院               | 櫻桃街                       | 22               | 乙明邨街               | 乙明邨街                     |
| 23     | 奧運鐵路站             | 櫻桃街                       | 23               | 博康巴士總站           | 博康巴士總站                 |
| 24     | 海富苑                 | 海泓道                       |                  |                        |                              |
| 25     | 旺角（柏景灣）巴士總站 | 旺角（柏景灣）公共運輸交匯處 |                  |                        |                              |

## 小資料
在本線及88K未轉為全空調服務前，該轉乘組合成為由沙田往市區最便宜的途徑，兩程車費合共只需付出$3，兩線改為全空調服務後，該記錄仍未打破，現時兩程車費合共只需$5.2。

## 前景
由於本線服務範圍與86A、86C及87B線有不同程度的重疊，為善用資源，於2012-2013年度沙田區巴士路線發展計劃內，建議本路線作出大幅度路線修改，改為博康至佐敦道的循環線，取道青沙公路特快來往沙田及九龍，不再經獅子山隧道及深水埗，編號改稱287X（該路線已於2014年8月23日起投入服務，取代同日起停辦的87A線。），全程票價建議由$6.8調整至$7.1。
該建議已得到通過及實施，287X線已成為第二條取道青沙公路往來沙田及九龍區的全日服務巴士路線（第一條為 286X線）。